# Sébastien Aubert
Sébastien Aubert   (Niça, 6 d'agost de 1983) és un empresari i productor de cinema francès, cofundador de la productora Adastra Films.

## Biografia
Nascut a la Costa Blava a França, concretament a Moans e Sartòu, va créixer entre Grassa i Antíbol. Acabada l'etapa de la secundària, es va mudar a Versalles per a estudiar a una escola preparatòria per a les escoles de comerç. El 2007, a 24 anys i en l'últim curs de l'Emlyon Business School, va crear juntament amb David Guiraud l'empresa productora Adastra Films. El 2008, va tornar a la seva regió d'origen i es va instal·lar a Canes el 2008.
El 2012, va guanyar un dels quatre Premis Europeus a l'Emprenedoria del programa Erasmus per a Joves Emprenedors de la Unió Europea a Brussel·les. El seu primer llargmetratge, Brides, va rebre el Tercer Premi del Públic al 64è Festival Internacional de Cinema de Berlín en la secció Panorama. El 2014, va ser guardonat com a millor productor emergent per France Télévisions. El maig del 2015, va figurar a la llista dels futurs líders de la producció cinematogràfica publicada durant el Festival de Cannes per Screen International. El mateix any, la revista empresarial francesa Le Journal des Entreprises el va incloure entre els 100 empresaris que canviarien França.

## Filmografia
- V masshtabe (2008)
- Le tonneau des Danaïdes (2008)
- I am Agha (2010)
- Jour 0 (2010)
- The Strange Ones (2011)
- Le nid (2011)
- Shavi Tuta (2012)
- Social Butterfly (2012)
- L'assistante (2013)
- Jonathan's Chest (2014)
- Brides (2014)
- Mine de rien (2015)
- H recherce F (2015)
- Maxiplace (2016)
- En proie (2016)
- The Strange Ones (2017)
- The Ambassador (2018)
- The Climb (2019)
- Domingo (2020)
- Heartbeast (2022)
- Hors de la brume (2022)
- Brûle le sang (TBA)
- LaRoy (TBA)